# Ironus americanus
Ironus americanus is een rondwormensoort uit de familie van de Ironidae. De wetenschappelijke naam van de soort is voor het eerst geldig gepubliceerd in 1914 door Cobb. De rondworm leeft in zoetwater.